# روبن إل. تايلور
روبن إل. تايلور (بالإنجليزية: Robin L. Taylor)‏ هو محامي وقاضي وسياسي أمريكي، ولد في 5 فبراير 1943 بسيدرو-والي في الولايات المتحدة. حزبياً، نشط في الحزب الجمهوري. وقد انتخب عضو مجلس ولاية ألاسكا.